# Melittobia chalybii
Melittobia chalybii is een vliesvleugelig insect uit de familie Eulophidae. De wetenschappelijke naam is voor het eerst geldig gepubliceerd in 1892 door Ashmead.